# New Zealand Warriors
New Zealand Warriors es un equipo profesional de rugby league de Nueva Zelanda con sede en la ciudad de Auckland.
Participa anualmente en la National Rugby League, la principal liga de rugby league de Australia.
El equipo hace como local en el Mount Smart Stadium, con una capacidad de 30.000 espectadores.

## Historia
A principios de la década de 1980, la New South Wales Rugby Football League (NSWRFL) había iniciado el proceso de expansión de la competencia que en ese momento solo contaba con equipos de Nueva Gales del Sur, es así como se incorporaron clubes de Queensland y Camberra, en 1992 comenzó a explorarse la posibilidad de incorporar un club basado en Auckland, Nueva Zelanda, lo que finalmente se llevaría a cabo en 1995, fundándose los Auckland Warriors.
A finales de la temporada 2000, el club tuvo serios problemas económicos, desapareciendo los Auckland Warriors, aceptándose una nueva franquicia kiwi en 2001, los New Zealand Warriors, conservando la herencia del club de Auckland.
El equipo participó por primera vez en la liga en la temporada 1995 finalizando en la 10° posición.
Durante su historia, el club ha logrado 2 subcampeonatos en la NRL.

## Palmarés

### Campeonatos Nacionales
- Subcampeonato National Rugby League[2] (2): 2002, 2011.
- Minor Premiership (1): 2002